# 로렌스 B. 카이저
로렌스 볼튼 카이저(Laurence Bolton Keiser, 1895년 6월 1일 ~ 1969년 8월 20일)는 제1차 세계 대전과 제2차 세계대전에 둘다 참전한 미국의 장교이며 한국 전쟁의 초기 동안 제2보병사단을 지휘하였다.

## 어린 시절
1895년 6월 1일 펜실베이니아주 필라델피아에서 태어났다. 그는 미국 육군사관학교를 1917년 졸업하였으며, 동기로는 J. 로턴 콜린스, 매슈 리지웨이, 마크 웨인 클라크가 있었다.

## 군사 경력
제1차 세계 대전이 일어나는 동안 미국 원정군과 함께 프랑스로 급파된 카이저는 빠르게 일시적 대위로 진급되었고, 제5보병사단의 부대 제6보병연대의 제1대부대의 사령관으로 임명되었다. 그는 서부 전선에 활동들로 인하여 은성훈장이 수여되었다.

## 양대전 사이
1920년 3월부터 1922년 6월까지 중국 톈진에서 제15보병사단과 함께 주둔하였다. 1923년 그는 포트베닝에서 보병 중대 사관 과정으로부터 졸업하였다. 그러고나서 그는 포트샘휴스턴에 있는 제23보병연대에서 대부대 사령관을 지냈다. 1924년부터 1928년까지 카이저는 미국 육군사관학교에서 전임 강사였다.
미국 육군사관학교에서 자신의 지위 후에 카이저는 제9보병사단에서 중대 사령관으로서 포트샘휴스턴으로 돌아왔다. 1932년 자신이 포트베닝에서 보병 사관 상급 과정을 완료한 후에 포트샘휴스턴으로 예비역의 부대들에 조언자와 교사로서 돌아왔다.
1939년 카이저는 미국 육군지휘참모대학교를 졸업한 후, 선임 참모와 그러고나서 제29보병연대의 사령관으로서 포트베닝으로 지정되었다.

## 제2차 세계 대전
1942년 4월 카이저는 포트맥퍼슨에서 제3군단의 참모 총장으로 지정되었다. 그는 그러고나서 북아프리카와 이탈리아 종군들이 있는 동안 제4군단의 참모 총장을 지냈다. 1944년 1월 그는 준장으로 진급되었고, 포트샘휴스턴에서 제4군의 참모 총장으로 지정되었다. 1948년 중국으로 돌아간 그는 이번에 중국 국민당 정부의 미국 군사 조언 단체의 일부로서였다.

## 한국 전쟁
1948년 11월 카이저는 제2보병사단의 부사단장이 되었다.. 1950년 그의 육군사관학교 동기 조 콜린스는 그에게 소장으로 진급과 함께 사단의 지휘를 주었다. 한국 전쟁의 발발에 이어 제2사단은 미국 본토로부터 한국에 도착하는 데 첫 미국 육군 부대였다.
8월부터 9월까지 사단은 부산에 상륙하고, 조선인민군 제4부대가 낙동강을 건너고 난 후에 그 전선을 수복하는 데 당시 분투하던 제24보병사단을 보조하러 낙동 벌지로 이동하였다.
조선인민군이 낙동강 대공세를 발포할 때 4개의 사단들은 제2부대를 향하였다. 적군과 첫 접촉에 제2보병사단의 어떤 부대들은 잘 싸우지 못하고 카이저는 제8군의 사령관 월턴 워커 중장에 의하여 직면할 때 자신의 사단의 상황의 상식 부족을 표명하였다. 카이저는 뛰어난 사단 사령관을 위하여 약간 너무 늙은 것으로 어떤 사관들에 의하여 이미 숙고되었다.
제2사단은 부산 교두보 전투로부터 포위 돌파에 연루되어 제25보병사단과 함께 군산으로 향하여 북서부로 밀고 나갔다. 사단은 조선민주주의인민공화국으로 잘 전진하여 조중 국경 가까이 갔다.
1950년 11월 후순에 큰 중공군이 압록강을 건너 청천강 전투로 알려진 전투에서 유엔군에 공격을 발포하였다. 제2사단은 당시 압록강으로 밀고 나갔던 제9군단의 오른쪽 측면에 전진해왔고, 왼쪽 측면에 제25보병사단과 군우리의 북부에 위치하였다. 신속한 1주일에 걸친 공격에서 제2사단이 오른쪽에 드러내어 포위 운동의 정면 운동에 맞서면서 제8군을 포위하는 데 위협하였다. 제15보병사단은 안주로 철수할 수 있었으나 카이저는 따라가는 데 존 B. 콜터 소장으로부터 허용을 획득할 수 없었다. 제2사단은 결국적으로 중단되었고, 순천에서 무난으로 중공군을 통하여 그 방향으로 싸우는 데 강요되었다.
제2사단이 대략 4,000명의 군사를 잃은 청천강 전투에 이어 카이저는 서울에서 제8군의 참모 총장 레번 C. 앨린 소장과 만났다. 그는 자신의 지휘에 면제되었고, 전쟁에서 중공군의 개입에 이어 유엔군에 의하여 겪어진 후진들로 자신이 희생자로 만들어진 것 같이 느꼈어도 아마 건강적 이유로 로버트 B. 매클러 소장과 대체되었다.

## 이후의 세월
1951년 2월 미국으로 귀국한 카이저는 해리스버그와 허쉬 근처에 있는 인디언타운 협곡 군사 보류 보병 기초 훈련소에서 제5보병사단의 지휘를 취하였다. 1953년 군에서 퇴직하여 샌프란시스코에 정착하였다. 1969년 10월 20일 카이저는 샌프란시스코에서 사망하여 웨스트포인트 묘지에 안장되었다.

## 참고자료
- Blair, Clay (1987), The Forgotten War. Times Books, New York.